# SM3
ShangMi 3 (SM3) es una función de hash criptográfica utilizada en el Estándar Nacional Chino. Lo publicó la Administración Nacional de Criptografía (en chino: 国家密码管理局) el 17 de diciembre de 2010 como "GM/T 0004-2012: algoritmo de hash criptográfico SM3".
SM3 se utiliza para implementar firmas digitales, códigos de autentificación de mensaje y generadores de números pseudoaleatorios. El algoritmo es público y se considera similar a SHA-256 en seguridad y eficiencia. SM3 se emplea en el protocolo de Seguridad de Capa de Transporte (TLS).

## Estándares definitivos
SM3 está definido en cada una de los siguientes publicaciones:
- GM/T 0004-2012: algoritmo de hash criptográfico SM3[1]
- GB/T 32905-2016: técnicas de seguridad de la información — algoritmo de hash criptográfico SM3[8]
- ISO/IEC 10118-3:2018—Técnicas de seguridad IT—Funciones de hash—Parte 3: Funciones de hash dedicadas
- IETF RFC draft-sca-cfrg-sm3-02 (borrador)[3]